# Page Miss Glory
Page Miss Glory is een Amerikaanse filmkomedie uit 1935 onder regie van Mervyn LeRoy.

## Verhaal
Een oplichter neemt deel aan een fotowedstrijd. Hij wint de competitie door zijn foto van een model te bewerken. Dan wordt echter de oorspronkelijke print geëist.

## Rolverdeling
| Acteur           | Personage           |
| ---------------- | ------------------- |
| Marion Davies    | Loretta             |
| Pat O'Brien      | Click Wiley         |
| Dick Powell      | Bingo Nelson        |
| Mary Astor       | Gladys              |
| Frank McHugh     | Ed Olson            |
| Lyle Talbot      | Slattery            |
| Allen Jenkins    | Petey               |
| Barton MacLane   | Blackie             |
| Patsy Kelly      | Betty               |
| Hobart Cavanaugh | Joe Bonner          |
| Joseph Cawthorn  | Mijnheer Freischutz |
| Al Shean         | Mijnheer Hamburgher |
| Berton Churchill | Mijnheer Yates      |
| Helen Lowell     | Actrice             |
| Mary Treen       | Winkelbediende      |